# Richard Sorge
 (avril 2022).
Pour les articles homonymes, voir Sorge.

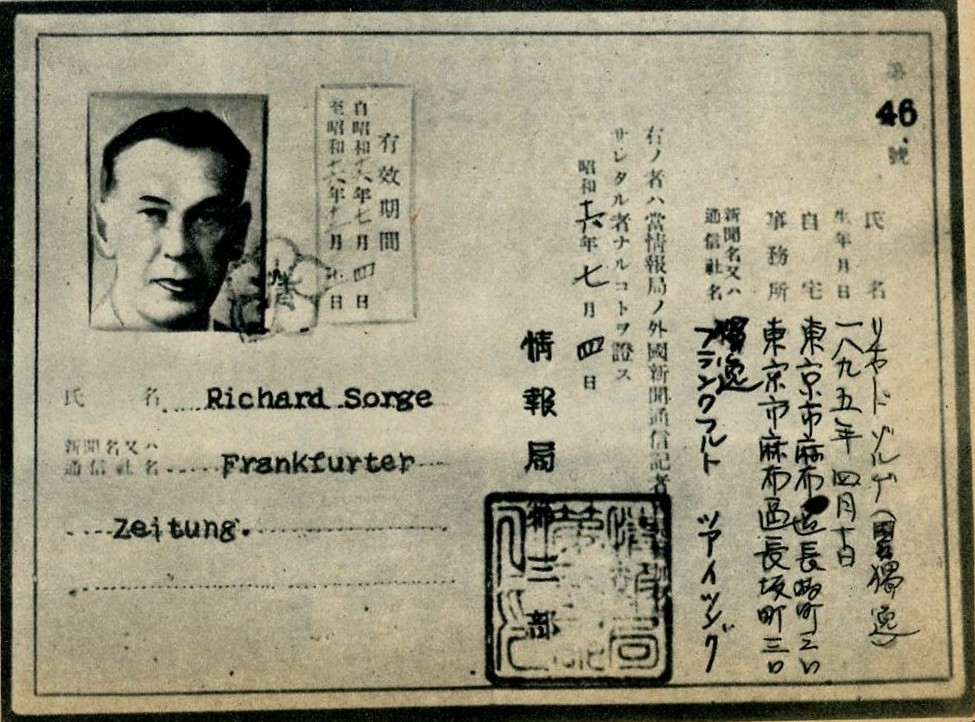
Carte d'identité de correspondant étranger de Richard Sorge, datée du 4 juillet 1941.

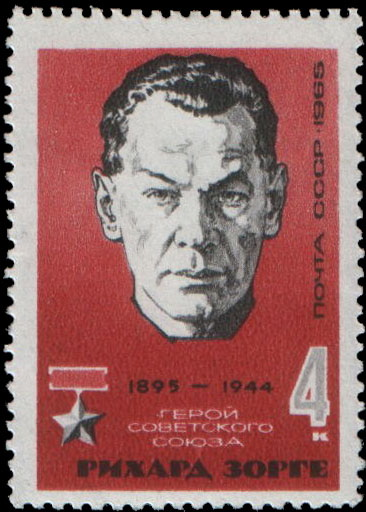
Timbre soviétique de 4 Kopecks « héros de l'Union soviétique » (1965).

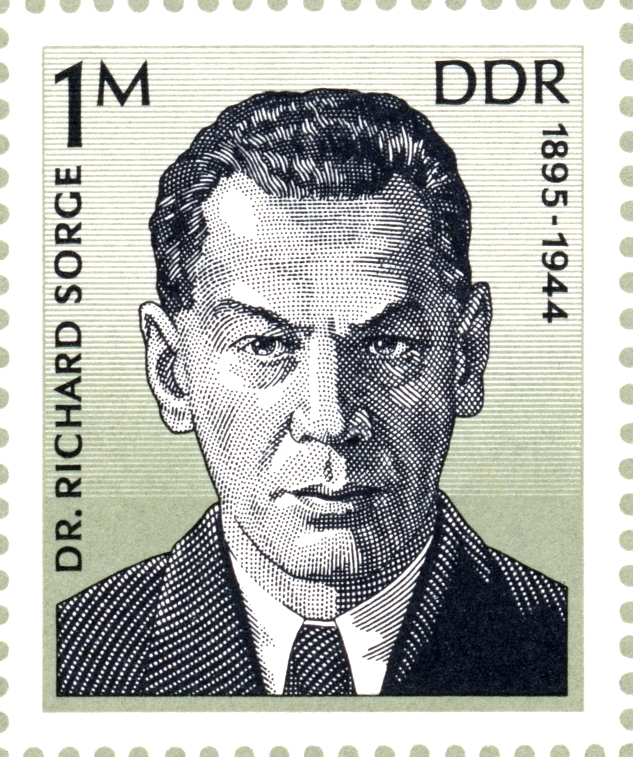
Timbre est-allemand de 100 Pfennigs (1976).

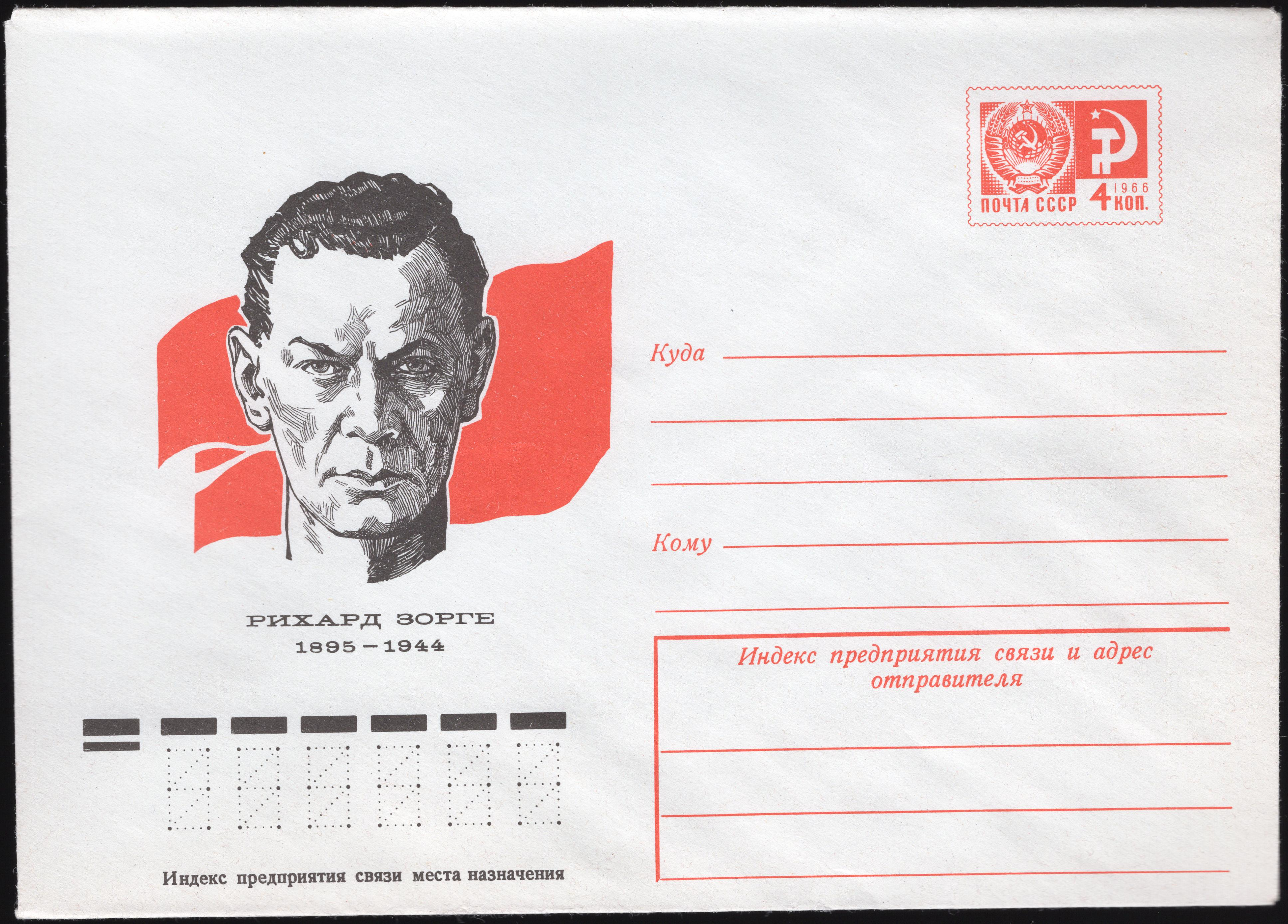
Carte postale commémorative soviétique en mémoire de Richard Sorge (1975).

Richard Sorge (en russe : Рихард Зорге), né le 4 octobre 1895 à Sabunçu, en Russie impériale, et mort le 7 novembre 1944 à Tokyo au Japon, est un révolutionnaire et journaliste allemand et soviétique. En poste en Allemagne et au Japon, il est surtout connu pour son travail d'espion au pays du Soleil Levant au service de l'URSS, avant et au début de la Seconde Guerre mondiale. Son nom de code au NKVD était « Ramsay » (en russe : Рамзай).

## Biographie

### Origines et Première Guerre mondiale
Sorge est né en 1895 à Sabunçu, près de Bakou, en Azerbaïdjan, qui faisait alors partie de la Russie Tsariste. Il est l'un des cinq enfants de l'ingénieur des mines Wilhelm Sorge et de sa femme Nina. Sa famille s'installe en Allemagne lorsqu'il a trois ans. Son oncle avait été le secrétaire de Karl Marx[réf. nécessaire].
En octobre 1914 Sorge s'engage comme volontaire de l'armée allemande pendant la Première Guerre mondiale. Il rejoint le bataillon d'étudiants du troisième régiment des Gardes (artillerie). Pendant son service sur le front ouest il est gravement blessé en mars 1916, lorsqu'un shrapnel lui brise les deux jambes et lui coupe trois doigts, le handicapant à vie. Il est promu au rang de caporal et reçoit la Croix de fer, avant d’être démobilisé pour raisons médicales.

### Années 1920
Pendant sa convalescence il lit Marx et adopte l'idéologie communiste. Il passe le reste de la guerre à étudier l'économie dans les universités de Berlin, Kiel et Hambourg. En 1920 il obtient son doctorat en sciences politiques. Il rejoint le Parti communiste allemand (KPD). Ses opinions politiques lui valent d'être licencié d'un poste d'assistant et d'un emploi dans une mine de charbon. Il part alors pour Moscou, où il devient un agent du Komintern.
En 1921, Sorge revient dans l'Allemagne de la République de Weimar avec Christiane Gerlach, l'ancienne épouse de son directeur de thèse, avec laquelle il se marie, et s'installe à Solingen, dans l'actuelle Rhénanie-du-Nord-Westphalie, au sud de la Ruhr. En 1922 les bolchéviques le relogent à Francfort, où il recueille des informations sur la communauté financière. Après une tentative de coup d'État communiste en octobre 1923, à laquelle il participe, il continue ses activités en tant que journaliste.
En 1924, il déménage à Moscou où il rejoint officiellement le département international de liaison du Komintern, une section d'information de la Guépéou. Il semble que son investissement dans son travail l'ait alors mené au divorce. En 1928, il est transféré au GRU, le service de renseignement de l’Armée rouge, et en 1930 s'installe à Shanghai pour collecter des informations et préparer une révolution, sous couverture de journalisme pour le Frankfurter Zeitung et d'un travail dans une agence de presse. Il y rencontre Hotsumi Ozaki par l'entremise d'Agnes Smedley. Ozaki est un journaliste japonais travaillant pour l'Asahi Shimbun, qui devient un informateur pour Sorge. En janvier 1932 Sorge informe les services secrets soviétiques sur les combats entre les troupes japonaises et chinoises ; il est rappelé en décembre à Moscou.

### Années 1930 et Seconde Guerre mondiale
Sorge est alors décoré et se remarie. En 1933 il est envoyé à Berlin sous le nom de code « Ramsay » (« Ramzai » ou « Ramzay ») pour renouer des contacts dans le Troisième Reich, de manière à mieux pouvoir passer au Japon pour un journaliste allemand. Il arrive à Yokohama le 6 septembre 1933.
De 1933 à 1934 Sorge y établit un réseau pour collecter des informations au profit du NKVD. Ses agents sont en relation avec des politiciens influents et obtiennent ainsi des informations sur la politique étrangère de l'Empire. Il contacte à nouveau Hotsumi Ozaki, qui se trouve en lien étroit avec le Premier ministre, Fumimaro Konoe. Ozaki parvient ainsi à recopier pour Sorge des documents secrets.
Sorge rejoint officiellement le Parti national-socialiste et devient un agent de l'Abwehr à l'ambassade allemande par l'entremise de l'ambassadeur Eugen Ott. Agent double, il utilise alors l'ambassade pour vérifier ses informations. À cette période, le stress augmente nettement sa consommation d'alcool.
Sorge livre aux Soviétiques des informations sur le pacte anti-Komintern entre l'Allemagne nazie et l'empire du Japon, et plus tard sur l'attaque de Pearl Harbor. En 1941 Sorge apprend même aux Soviétiques la date exacte du lancement de l'opération Barbarossa, en développant son réseau d'espions au Japon, dont fait partie Hotsumi Ozaki, ou encore en devenant l'amant de femmes de hauts responsables, en particulier celle de l'ambassadeur d'Allemagne[réf. nécessaire]. Aucune disposition n'est prise à la suite de la réception de ces informations, pourtant cruciales. Staline n'est pas convaincu et se méfie peut-être de cet ancien trotskiste aux mœurs ambiguës.
En août 1941 et avant la bataille de Moscou, Sorge transmet une nouvelle information cruciale pour la suite de la guerre : les Japonais, préparant alors leur entrée en guerre, en particulier contre les États-Unis (Pearl Harbor), n'attaqueront pas les territoires orientaux de l'URSS[réf. nécessaire]. Sorge n'est pas l'unique source transmettant cette information à l'URSS, puisque les déchiffreurs du NKVD cassent le code 97, utilisé par la diplomatie japonaise.
Cette information permet au maréchal Joukov de redéployer vers l'ouest une partie des troupes sibériennes pour défendre Moscou. Il faut relativiser ce transfert de troupes puisqu'au 15 octobre 1941 le district militaire d'Extrême-Orient demeure le plus étoffé (720 000 hommes), devant le district de Moscou (620 000), celui du Caucase (550 000 hommes) et celui du front de l'Ouest (510 000 hommes).
Une autre information importante que Sorge fournit à Moscou, au second semestre 1941, est la possibilité que le Japon attaque l'URSS après que l'armée allemande aura pris l'une des villes situées sur la Volga, coupant ainsi l'approvisionnement en pétrole et en carburant depuis Bakou, ainsi que les livraisons de munitions et de nourriture envoyées par les alliés occidentaux à travers l'Iran et l'Azerbaïdjan soviétique en remontant la Volga. Cette information pourrait expliquer, en partie, la résistance acharnée de Staline lors de la bataille de Stalingrad, qui fut la charnière du déroulement de la Seconde Guerre mondiale, Stalingrad étant située sur la Volga[réf. nécessaire].

### Arrestation et exécution
À cette date, les services secrets japonais avaient déjà intercepté plusieurs messages radio et cernaient peu à peu l'informateur au service des soviétiques : le 14 octobre 1941 Ozaki fut arrêté et interrogé, puis à son tour Sorge le 18 octobre 1941 à Tokyo. Sorge ne fut pas échangé contre des prisonniers de guerre japonais, le gouvernement soviétique sachant qu'il avait avoué travailler au profit de l'URSS, et son sort n'étant en aucun cas une priorité pour Staline. Il fut incarcéré à la prison de Sugamo.
Richard Sorge fut pendu le 7 novembre 1944, le même jour qu'Hotsumi Ozaki. L'URSS ne reconnut le rôle de Sorge qu'en 1964, onze années après la mort de Staline et l'aveu public des abus de ce dernier par l'administration soviétique de Nikita Khrouchtchev. Le 5 novembre 1964 il reçut le titre posthume de héros de l'Union soviétique.

## Documentation

### Filmographie
- L'Espion de Tokyo (de) (1954) de Veit Harlan
- Qui êtes-vous Monsieur Sorge ?, film français d'Yves Ciampi, sorti en avril 1961 (cité par Alain Decaux, Nouveaux Dossiers secrets, p. 178, Librairie académique Perrin, 1967).
- Spy Sorge, film japonais réalisé par Masahiro Shinoda en 2003
- Sorge, série télévisée russe de Sergueï Guinsbourg diffusée en 2017, avec Alexandre Domogarov dans le rôle de Richard Sorge.
- Richard Sorge, maître espion au service de Staline, documentaire de Danielle Proskar et Michael Trabitzsch (2017, Allemagne)